# Jerome di Sandy Cove
Jerome (scritto a volte anche come Jérôme, spesso anche conosciuto come Jerome di Sandy Cove; ... – Saint Alphonse de Clare, 15 aprile 1912) è il nome con il quale venne identificato un misterioso uomo ritrovato sulla spiaggia di Sandy Cove, in Nuova Scozia, le cui origini rimangono tuttora oscure.
Nel momento del ritrovamento, l'uomo era privo di gambe e sembrava non essere in grado di comprendere la lingua inglese.
Sulla sua figura sono stati realizzati diversi libri, film, opere teatrali e altri lavori artistici di vario genere.

## Il ritrovamento
La mattina dell'8 settembre 1863, un bambino di 8 anni chiamato George Colin Albright, ritrovò sulla spiaggia di Sandy Cove un uomo privo di gambe ma completamente cosciente. Dopo aver avvisato altre persone dello strano ritrovamento, l'uomo venne portato nel vicino villaggio di Digby Neck, dove venne fin da subito affidato alle cure di alcuni medici locali.
Entrambe le gambe del misterioso individuo erano tagliate con estrema precisione da sopra il ginocchio, cosa che lasciava pensare ad un'amputazione effettuata da un professionista e non frutto di un qualche incidente. Inoltre, non sembrava essere in grado di comprendere la lingua inglese. Quando gli venivano poste delle domande, le risposte erano per lo più monosillabe e mugugni vari. Alcuni testimoni hanno affermato che quando gli venne chiesto quale fosse il suo nome, l'uomo avrebbe risposto "Jerome".
Le voci sul ritrovamento si diffusero in fretta in tutta la zona e svariate persone accorsero al villaggio di Digby Neck per far visita a Jerome. Si provò a comunicare con lui in francese, italiano, spagnolo e addirittura in latino, ma sembrava non conoscere nessuna di queste lingue. Secondo alcune teorie, invece, si rifiutava semplicemente di rispondere.

## L'affidamento
Non riuscendo ad acquisire alcuna informazione sul suo conto, l'uomo venne affidato alle cure della famiglia Albright che però, a causa della pessima situazione economica, si vide costretta a chiedere supporto alla comunità battista locale che, giudicandolo esclusivamente dall'aspetto, ipotizzò che Jerome fosse cattolico e venne così mandato nella comunità francese di Meteghan.
Il caso divenne talmente popolare da richiedere l'intervento del governo della Nuova Scozia che si rese disponibile a fornire un sostegno economico a chiunque si fosse preso cura dell'uomo. Nel tentativo di rompere quello che sembrava un vero e proprio voto di silenzio, Jerome fu affidato a Jean Nicola, un poliglotta di etnia corsa che cercò di comunicare con lui senza però ottenere alcun risultato. Nonostante il fallimento di questo ennesimo tentativo, Jerome rimase con Nicola per sette anni guadagnandosi l'affetto sia della figlia che della moglie del padrone di casa.

## Ultimi anni di vita
Dopo la morte della moglie, Jean Nicola fu costretto a tornare in Europa. Jerome venne affidato questa volta alle cure della famiglia Comeau, a Saint Alphonse de Clare, i quali però approfittarono fin da subito della fama dell'uomo per guadagnare soldi tassando i visitatori che, incuriositi dalla bizzarra vicenda, venivano a fargli visita.
Nonostante lo sfruttamento fosse evidente, Jerome ne rimase completamente imparziale e rimase a Saint Alphonse de Clare fino al giorno della sua morte, avvenuta per cause naturali il 15 aprile 1912.

## Possibili spiegazioni
Fin da subito vennero portate avanti svariate ipotesi riguardanti l'identità di Jerome, dalle più fantasiose a quelle più realistiche.

### Ipotesi dell'ammutinamento
Tra le prime teorie vi fu quella che vedeva Jerome come un possibile marinaio che, dopo aver tentato un ammutinamento, venne gambizzato e gettato in mare, salvandosi miracolosamente raggiungendo la costa di Sandy Cove. Si è anche ipotizzato che la sua difficoltà nel comunicare potesse derivare da un trauma cerebrale nell'area di Broca.

### Ipotesi di Gamby
Un'altra teoria, questa volta supportata da documenti ufficiali, sembra essere quella portata avanti dallo storico Fraser Mooney Jr. of Yarmouth. Nel suo libro Jerome: Solving the Mystery of Nova Scotia's Silent Castaway, Mooney afferma di essere in possesso di documenti che testimonino un controverso ricovero avvenuto nel 1859 nella vicina baia di Fundy, nel Nuovo Brunswick. Stando a quanto riportato in questi documenti, uno straniero non identificato venne ricoverato in ospedale dopo essere caduto in un fiume ghiacciato. Sviluppò la gangrena alle gambe, che gli dovettero essere amputate con urgenza. Durante questo periodo in ospedale, lo straniero venne chiamato Gamby perché, esprimendosi nella sua lingua nativa (probabilmente italiano), continuava a ripetere la parola "gamba".
Sembra che dopo l'operazione venne affidato ad un marinaio pagato per portarlo via dalla baia. Quest'ultimo però, una volta intascata la cifra, lo lasciò sulla spiaggia di Sandy Cove dove fu poi ritrovato.
L'ipotesi di Mooney è considerata non attendibile dalla maggior parte degli storici. Lo scrittore Noah Richler l'ha considerata "fantasiosa e priva di qualsiasi fondamento". Nonostante questo, la storia dello straniero del Nuovo Brunswick sembra essere dimostrata dalla presenza di documenti ufficiali anche se non vi è alcuna prova tangibile che dimostri che Gamby e Jerome fossero effettivamente la stessa persona.